# David Este
David Este est un corregimiento situé dans le district de David, province de Chiriquí, au Panama. Il a été fondé le 14 février 2018 se séparant du corregimiento de David. Son chef-lieu est Barrio Bolívar.